# Theissenia
Theissenia es un género de hongos en la familia Xylariaceae.